# 1219 Брітта
1219 Брітта (1219 Britta) — астероїд головного поясу, відкритий 6 лютого 1932 року.
Тіссеранів параметр щодо Юпітера — 3,641.